# Гарднерс (Пенсільванія)
Гарднерс (англ. Gardners) — переписна місцевість (CDP) в США, в округах Адамс і Камберленд штату Пенсільванія. Населення — 137 осіб (2020).

## Географія
Гарднерс розташований за координатами 40°0′23″ пн. ш. 77°12′30″ зх. д. / 40.00639° пн. ш. 77.20833° зх. д. (40.006422, -77.208255).  За даними Бюро перепису населення США в 2010 році переписна місцевість мала площу 1,20 км², уся площа — суходіл.

## Демографія
Згідно з переписом 2010 року, у переписній місцевості мешкало 150 осіб у 56 домогосподарствах у складі 44 родин. Густота населення становила 125 осіб/км².  Було 61 помешкання (51/км²).
Расовий склад населення:
| - 86,0 % — білих - 2,7 % — чорних або афроамериканців - 0,7 % — корінних американців - 4,0 % — осіб інших рас |

До двох чи більше рас належало 6,7 %. Частка іспаномовних становила 8,7 % від усіх жителів.
За віковим діапазоном населення розподілялося таким чином: 24,7 % — особи молодші 18 років, 61,3 % — особи у віці 18—64 років, 14,0 % — особи у віці 65 років та старші. Медіана віку мешканця становила 33,8 року. На 100 осіб жіночої статі у переписній місцевості припадало 102,7 чоловіків;  на 100 жінок у віці від 18 років та старших — 105,5 чоловіків також старших 18 років.
Середній дохід на одне домашнє господарство  становив 51 442 долари США (медіана — 50 446), а середній дохід на одну сім'ю — 53 070 доларів (медіана — 51 250). За межею бідності перебувало 37,9 % осіб, у тому числі 0,0 % дітей у віці до 18 років та 0,0 % осіб у віці 65 років та старших.
Цивільне працевлаштоване населення становило 156 осіб. Основні галузі зайнятості: сільське господарство, лісництво, риболовля — 39,7 %, виробництво — 30,1 %, освіта, охорона здоров'я та соціальна допомога — 14,1 %, оптова торгівля — 6,4 %.